# الن ترنان

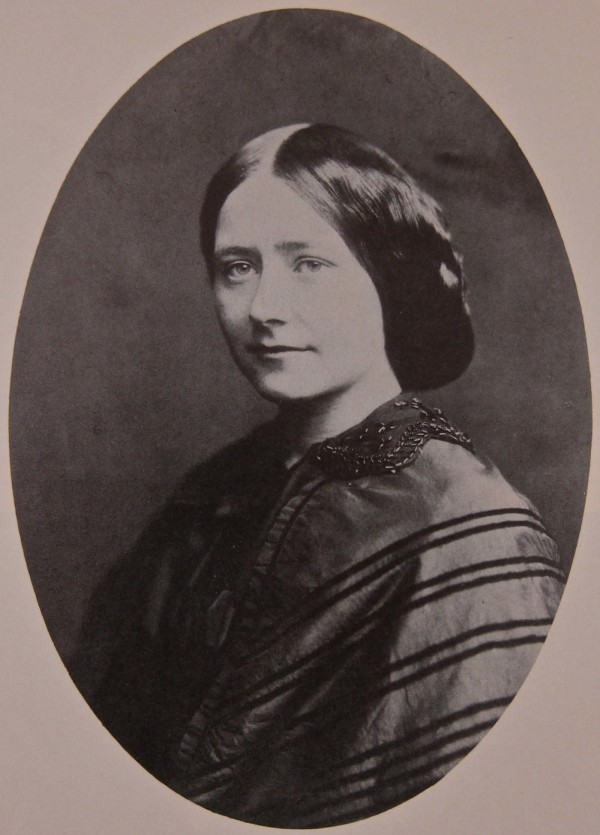
الن ترنان درسال ۱۸۵۸

الن ترنان (به انگلیسی: Ellen Lawless Ternan) بازیگر انگلیسی که در ۳ مارس ۱۸۳۹ در منطقه راکستر- کنت در جنوب انگلیس و ۵۰ کیلومتری لندن به دنیا آمد و در ۲۵ آوریل ۱۹۱۴ در شهر فولهام انگلیس چشم از جهان فروبست. او همچنین به نلی ترنان یا نلی رابینسن (نام برگفته از همسرش پس از ازدواج) هم معروف بود.
بیشتر معروفیت الن بخاطر داشتن رابطه پنهانی با نویسنده معروف چارلز دیکنز است.

## زندگی‌نامه
الن در خانه عمویش ویلیام ترنان به دنیا آمد. الن سومین فرزند از چهار فرزند خانواده ترنان بود که یکی از پسران این خانواده در سنین پایین از دنیا رفت و یکی از خواهرانش به نام فرانسیس الینور با برادر کوچک رمان نویس آنتونی ترولوپه ازدواج کردو خواهر دیگر او به نام ماریا سوزانا با یکی از اهالی آکسفورد ازدواج کرده و به نام خانم ویلیام رولاند تایلر خوانده می‌شد.

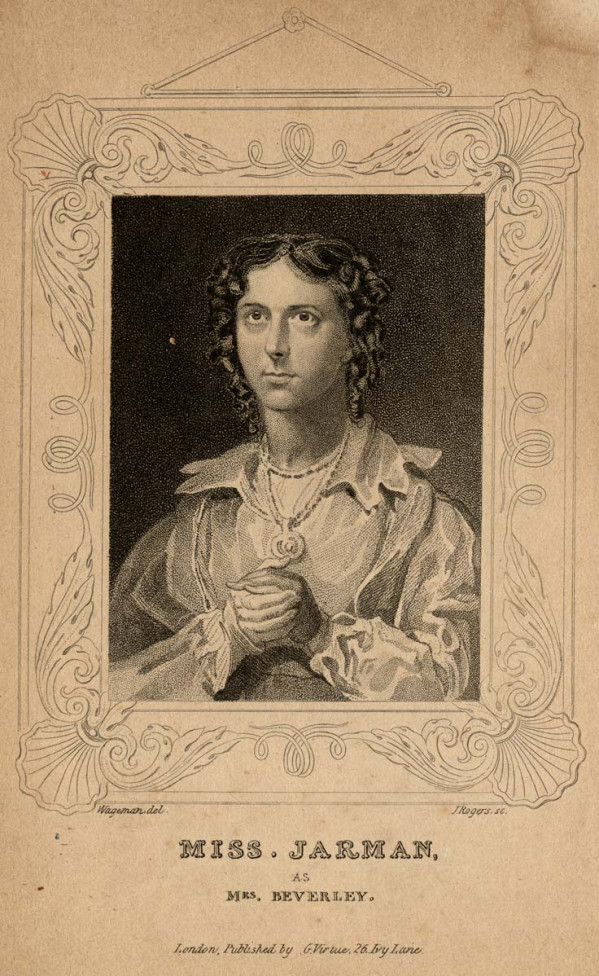
پوستری از مادر الن در نقش خانم بورلی در The Gamester از ادوارد مور

خانواده ترنان همیشه با کارهای هنری مخصوصاً تئاتر رابطه داشتند. مادربزرگ (مادری) او یک بازیگر بود و پدر و مادر خود الن نیز به اندازه کافی معروف بودند به‌طوری‌که تصویر مادر او فرانسیس جارمن معمولاً بر روی پوسترها و آفیش‌ها می‌آمد.
معروفیت فرانسیس جارمن (مادر الن) به‌خصوص پس از بازی در نقش خانم بورلی بیشتر شد که آن را در سال ۱۸۲۷ بازی کرد. او در مناطق ادینبورگ نیوکسل و دوبلین معروفیت خاصی پیدا کرده بود. او در نقش‌های معروف دیگری نیز بازی کرد که از آن جمله پرتیا در بازرگان ونیز و نقش جولیت در رومئو و جولیت.
دراواخر سال ۱۸۴۶ پدرش پس از دو سال تحمل افسردگی شدید در منطقه East End لندن خودکشی کرد. پس از این زمان بود که چهار خواهر به این نتیجه رسیدند که تنها چیزی که می‌توانند برآن تکیه کنند استعدادشان است آن هم در دوره‌ای که بازیگران زن را کم و بیش مانند یک روسپی می‌دیدند. چنین اتفاقی برای الن و خواهرش ماریا پیش آمد زمانی که در اکتبر ۱۸۵۸ پس از ملاقات با چارلز دیکنز در نزدیکی محل تئاتر مأمور پلیس آن‌ها را به جرم روسپیگری دستگیر کرد که البته با عکس‌العمل شدید طرفدارانشان این پرونده در اسکاتلندیارد به پایان رسید. الن در حالی با دیکنز آشنا شد که میان آن‌ها بیش از چهل سال اختلاف سنی وجود داشت. الن برخلاف همسر دیکنز، بسیار علاقه‌مند به ادبیات و هنر بود و به همین دلیل مشاور خوبی برای دیکنز شد وبا جذابیت‌های ظاهری و رفتارهای آزادانه و بی بند و بار خود توانست نظر نویسنده پیر را جلب کند. به زودی شایعات روابط آن دو در تمام انگلستان پیچید و تقریباً تمام اقوام و آشنایان و حتی همسر و فرزندان دیکنز، او را با الن مشاهده کرده بودند. مقاله دیکنز در روزنامه تایم در حمایت از الن باعث بروز جنجالهایی در اهالی فرهنگ شد اما گفته می‌شود الن تحت حمایت مادرش سال‌ها به زندگی پنهانی با دیکنز ادامه داد و حتی از دیکنز باردار هم شد ولی فرزندش مرده به دنیا آمد.

## آغاز فعالیت هنری
الن فعالیت هنری خود را در ۱۵ نوامبر ۱۸۴۲ در شفیلد در حالی آغاز کرد که تنها سه سال داشت و در یک ملودرام آلمانی از آگوست فن کوتزبوئه به نام Menschenhass und Reue که در انگلستان به نام بیگانه ترجمه و معروفیت داشت.
او را به عنوان کودک نابغه و یک پدیده معرفی کرده بودند اما با اینحال او را کم استعداد تر از سه خواهرش می‌دانستند. با وجود این او دنباله راه خانوادگی را که همانا بازیگری تئاتر بود ادامه داد. برای مثال در می ۱۸۴۵ در یورک و مارس ۱۸۴۹ درنیوکسل.
در سال ۱۸۵۰ خانه‌ای در شمال لندن اجاره کرد و همچنان به بازیگری و خوانندگی ادامه داد او در نقش پسر(girl-as-boy) نیز در نمایشنامه‌ای به نام آتلانتا (Atlanta) بازی می‌کرد و هفته‌ای ۴ لیور دریافت می‌کرد. درحالی‌که یک کارگر سالیانه تنها ۵۰ لیور دستمزد داشت برای او دستمزد هفته‌ای ۴ لیور بسیار خوب بود.
دریکی از همین اجراهایش در ۱۳ آوریل ۱۸۵۷ در تئاتر (Haymarket) در لندن این سری در ژوئیه ۱۸۵۸به پایان رسیده‌بود که توجه چارلز دیکنز به او جلب شد و این احساس را در ماه دسامبر برای نخستین بار برای یکی از دوستانش خانم واتسون بازگو کرد.

## در فیلم
فیلم زن محرمانه محصول سال ۲۰۱۳ بریتانیا به کارگردانی رالف فاینس به رابطه عاشقانهٔ بین چارلز دیکنز و الن ترنان می‌پردازد.